# Joann Burke
Joann Burke (nascida em 3 de novembro de 1969) é uma ex-ciclista de estrada neozelandesa. Representou Nova Zelândia nos Jogos Olímpicos de Verão de 1992, terminando na trigésima posição.